# إديث ماغواير
إديث ماغواير (بالإنجليزية: Edith McGuire)‏ هي منافسة ألعاب القوى أمريكية، ولدت في 3 يونيو 1944 في أتلانتا في الولايات المتحدة.

## وصلات خارجية
- إديث ماغواير على موقع الاتحاد الدولي لألعاب القوى (الإنجليزية)
- إديث ماغواير على موقع الاتحاد الأمريكي لسباقات المضمار والميدان، قاعة المشاهير (الإنجليزية)
- إديث ماغواير على موقع اللجنة الأولمبية الدولية (الإنجليزية)
- إديث ماغواير على موقع أوليمبيديا (الإنجليزية)
- إديث ماغواير على موقع قاعة جورجيا للمشاهير الرياضية (مؤرشف) (الإنجليزية)
- إديث ماغواير على موقع قاعة تينيسي للمشاهير الرياضية (الإنجليزية)